# 脳工学
脳工学（のうこうがく）は脳という一つの臓器へ工学的アプローチをする研究領域である。

## 内容
脳への工学的アプローチはエンコード、デコードで方向性が異なる。エンコードは知覚経験やデータが生体を制御するのに適した、信号化されるものである。信号はTMSや集積回路を埋め込んだもので生体に伝えられる。一方、デコードは復元を行うものである。復元は集積回路を埋め込んだものや、電極キャップで計測を行う。脳に流れる電流の形状を直接的に計測するものであったり、脳に流れる電流には周囲に磁場が発生するのだが、磁場を拾い出すことで間接的に脳の電気状態を復元して推論した計測に過ぎない。
どのようなことを言ってるのかというと、脳に集積回路を埋め込むことがあってもエンコードしたものであるのか、デコードであるのかで目的が大いに異なるということだ。
例えば、エンコードはデバイスを埋め込み後頭部を刺激する人工視覚（ドーベル・アイ）などがあり、イーロン・マスクは毛髪程度のワイヤーを神経に差し込み直接的にエンコードした信号を流す研究をしている。TMSは電磁場により脳に信号を送ったり特定の箇所を刺激するものである。
デコードは電極キャップで脳の磁場状態を計測するものが有名であり、株式会社NTTデータ経営研究所などで集積回路を埋め込むものがある。エンコード・デコード伴に研究してるのは政府の大型研究資金援助であるムーンショット計画 目標１である。ムーンショット計画はこれまで専門分野がなかった境界領域を中心に座席を作り、専門家をリストアップしたものである。
政府は資金で支援をしているが技術的な監督はしていない。ムーンショット計画 目標１はペティ・クラークの分類した産業の進捗状況で言われるのだが、第一次産業（生産業）、第二次産業（製造業）、第三次産業（サービス業）、第四次産業（情報化産業）、第五次産業にムーンショット計画 目標1を位置付けている。
産業は社会構造である。産業構造の中で使われる脳工学を研究しているのがIoB (Internet of Brain) である。IoBは情報が生体を制御する電気刺激にしたエンコード、脳の電気状態を計測するデコード、人の脳の振る舞いを自分で確認するニューロフィードバックがある。